# Luis Aponte Martínez
Luis Aponte Martínez (1922–2012) là một Hồng y người Puerto Rico của Giáo hội Công giáo Rôma. Ông từng đảm nhận vai trò Hồng y Đẳng Linh mục Nhà thờ S. Maria Madre della Provvidenza a Monte Verde, Tổng giám mục đô thành Tổng giáo phận San Juan de Puerto Rico trong suốt 35 năm, từ năm 1964 đến năm 1999.
Vốn là một giáo sĩ trong vai trò lãnh đạo giáo hội địa phương, ông từng đảm trách nhiều vai trò khác nhau trước khi tiến đến trở thành Tổng giám mục đô thành San Juan de Puerto Rico, như: giám mục phụ tá Giáo phận Ponce (1960–1963), giám mục phó Giáo phận Ponce (1963), giám mục chính tòa Giáo phận Ponce (1963–1964). Ngoài lãnh đạo các giáo phận được bổ nhiệm, ông còn đảm nhận vị trí quan trong tại Hội đồng giám mục quốc gia như: Chủ tịch Hội đồng Giám mục Puerto Rico (1966–1983). Ông được vinh thăng Hồng y ngày 5 tháng 3 năm 1973, bởi Giáo hoàng Phaolô VI.

## Tiểu sử
Hồng y Luis Aponte Martínez sinh ngày 4 tháng 8 năm 1922 tại Lajas, Puerto Rico. Sau quá trình tu học dài hạn tại các cơ sở chủng viện theo quy định của Giáo luật, ngày 10 tháng 4 năm 1950, Phó tế Martínez, 28 tuổi, tiến đến việc được truyền chức linh mục. Cử hành nghi thức truyền chức cho tân linh mục là giám mục James Edward McManus, C.SS.R., giám mục chính tòa Giáo phận Ponce. Tân linh mục đồng thời cũng là thành viên linh mục đoàn Giáo phận Ponce.
Sau 10 năm thi hành các công việc mục vụ với thẩm quyền và cương vị của một linh mục, ngày 23 tháng 7 năm 1960, Tòa Thánh loan tin Giáo hoàng đã quyết định tuyển chọn linh mục Luis Aponte Martínez, 38 tuổi, gia nhập Giám mục đoàn Công giáo Hoàn vũ, với vị trí được bổ nhiệm là giám mục phụ tá Giáo phận Ponce, danh nghĩa Giám mục Hiệu tòa Lares. Lễ tấn phong cho vị giám mục tân cử được tổ chức sau đó vào ngày 12 tháng 10 cùng năm, với phần nghi thức chính yếu được cử hành cách trọng thể bởi 3 giáo sĩ cấp cao, gồm chủ phong là Hồng y Francis Joseph Spellman, Tổng giám mục đô thành Tổng giáo phận New York, Hoa Kỳ; hai vị giáo sĩ còn lại, với vai trò phụ phong, gồm có Tổng giám mục James Peter Davis, Tổng giám mục đô thành Tổng giáo phận San Juan de Puerto Rico và Giám mục Edward John Harper, C.SS.R., Tổng quản Công giáo Quần đảo Virgin, Hoa Kỳ. Tân giám mục chọn cho mình châm ngôn:IN VIRTUTE DEI.
Sau 3 năm đảm nhiệm vai trò giám mục phụ tá, Tòa Thánh loan báo tin tuyển chọn giám mục Martínez làm giám mục phó giáo phận Ponce. Thông tin bổ nhiệm chính thức được công bố cách rộng rãi vào ngày 16 tháng 4 năm 1963. Ông nhanh chóng kế vị trở thành giám mục chính tòa Ponce này vào ngày 18 tháng 11 năm 1863. Tân giám mục chính tòa đã cử hành các nghi thức nhận giáo phận sau đó vào ngày 22 tháng 2 năm 1964.
Chỉ sau khoảng thời gian chưa đầy một năm kế vị trở thành giám mục chính tòa, Giám mục Martínez được Tòa Thánh thăng Tổng giám mục, qua việc bổ nhiệm giám mục này làm Tổng giám mục đô thành Tổng giáo phận San Juan de Puerto Rico. Thông báo về việc bổ nhiệm này được công bố cách rộng rãi vào ngày 4 tháng 11 năm 1964. Tân Tổng giám mục đã đến cử hành các nghi thức nhận giáo phận vào ngày 15 tháng 1 năm 1965.
Bằng việc tổ chức công nghị Hồng y năm 1973 được cử hành chính thức vào ngày 5 tháng 3, Giáo hoàng Phaolô VI đưa ra quyết định vinh thăng Tổng giám mục Luis Aponte Martínez tước vị danh dự của Giáo hội Công giáo, Hồng y. Tân Hồng y thuộc Đẳng Hồng y Linh mục và Nhà thờ Hiệu tòa được chỉ định là Nhà thờ S. Maria Madre della Provvidenza a Monte Verde.
Ngoài lãnh đạo các giáo phận được bổ nhiệm, ông còn đảm nhận vị trí quan trong tại Hội đồng giám mục quốc gia như: Chủ tịch Hội đồng Giám mục Puerto Rico trong suốt 17 năm, từ năm 1966 đến năm 1983.
Ngày 26 tháng 3 năm 1999, Tòa Thánh chấp thuận đơn hồi hưu của ông, vì lý do tuổi tác, theo Giáo luật. Ông qua đời ngày 10 tháng 4 năm 2012, thọ 90 tuổi.